# Exsecans

De goniometrische cirkel met de aanduiding van de exsecans (= de rechte DE). Men kan erop zien waar het zijn naam vandaan haalt: de exsecans snijdt de tangensrechte buiten de cirkel.

De exsecans, aangeduid met exsec, (Latijn voor de erbuiten snijdende) van een scherpe hoek θ in een rechthoekige driehoek is een goniometrische functie, gedefinieerd als volgt: 
{\displaystyle \operatorname {exsec} (\theta )=\sec(\theta )-1\,}
De exsecans werd vroeger vaak gebruikt in de astronomie, navigatiekunde en binnen de wiskunde in de boldriehoeksmeting. Nu wordt hij nog zelden gebruikt, hetgeen zijn voornaamste reden heeft binnen de computertechniek. Goniometrische tabellen werden overbodig en dus ook alle functies die, zoals de exsecans, makkelijk konden worden afgeleid uit andere functies (in dit geval de secans).
De exsecans heeft een aantal verbanden, uitgedrukt als een identiteit:
{\displaystyle \operatorname {exsec} (\theta )={\frac {1-\cos(\theta )}{\cos(\theta )}}={\frac {\operatorname {versin} (\theta )}{\cos(\theta )}}=2\sin ^{2}\left({\frac {\theta }{2}}\right)\sec(\theta )}